# Han Group
Han Group este o companie din România care activează pe piața lucrărilor de construcții de drumuri, dar și pe piața mixturilor asfaltice.
În septembrie 2008 compania a fost achiziționată de Eurovia, divizie a grupului francez VINCI.
Compania a fost înființată în 1998, și a fost deținută de familia turcă Sipahi, cu o participație de 85%, și de Ioniță Gheorghe, directorul general al companiei, cu 15%.
În anul 2007, Han Group a înregistrat un profit net de 4,7 milioane euro, la o cifră de afaceri de 17,5 milioane de euro.